# ألا من مبلغ عمرو بن هند
ألا من مبلغ عمرو بن هند هي قصيدة شعرية من أشعار العصر الجاهلي لشاعر عمرو بن كلثوم، عدد أبياتها 8 أبيات من البحر الوافر، من قافية التاء. أنشد عمرو بن كلثوم هذه القصيدة يهجو بها ملك الحيرة عمرو بن هند ويندد به، ويفتخر بها بقبيلته.

## نبذة عن المؤلف
عمرو بن كلثوم بن مالك بن عتاب بن زهير التغلبي، من بني تغلب بن وائل، وينتهي نسبه إلى معد بن عدنان، وأمه هي ليلي بنت مهلهل الذي هو أخو كليب المشهور. وقد ساد عمرو بن كلثوم قومه وهو ابن خمسة عشر عامًا. ومات وله من العمر مائة وخمسون سنة 150. وكان فارسًا أبيًا جريئًا، حتى بلغ من أمره أن فتك بالطاغية عمرو بن هند، في بلاط سلطانه. وكان عمرو بن كلثوم شجاعًا مظفرًا مقدامًا فتّاكًا. وبه يضرب المثل في الفتك، فيقال: «أفتك من عمرو بن كلثوم لفتكه بعمرو بن هند».

## أشعارأخرى لشاعر
| - ما بامرئ من ضؤلة في وائل - وكنت امرءا لو شئت أن تبلغ الندى - فاختار منها لجبة ذات هزم | - أمن ريحانة الداعي السميع - أنهديا إذا ما جئت نهدا - لنا حصون من الخطي عالية |

## وصلات خارجية
- ألا من مبلغ عمرو بن هند على موسوعة الديوان الشعرية.
- ألا من مبلغ عمرو بن هند على موقع بوابة الشعراء.